# Paralacydes atripes
Paralacydes atripes là một loài bướm đêm thuộc phân họ Arctiinae, họ Erebidae.